# Acropora rosaria
Acropora rosaria е вид корал от семейство Acroporidae.

## Разпространение и местообитание
Видът е разпространен в Австралия, Британска индоокеанска територия, Вануату, Виетнам, Индонезия, Кения, Кирибати, Коморски острови, Мавриций, Мадагаскар, Майот, Малайзия, Маршалови острови, Микронезия, Мозамбик, Науру, Нова Каледония, Палау, Папуа Нова Гвинея, Провинции в КНР, Реюнион, Сейшели, Сингапур, Соломонови острови, Сомалия, Тайван, Тайланд, Танзания, Тувалу, Фиджи, Филипини и Япония.
Среща се на дълбочина от 1 до 5 m, при температура на водата от 25,5 до 26,6 °C и соленост 35,1 – 35,2 ‰.

## Описание
Популацията на вида е намаляваща.